# Сен-Сантен-де-Мор
Сен-Санте́н-де-Мор (фр. Saint-Santin-de-Maurs, окс. Sant Santin de Maurs) — коммуна во Франции, находится в регионе Овернь. Департамент — Канталь. Входит в состав кантона Мор. Округ коммуны — Орийак.
Код INSEE коммуны — 15133.
Коммуна расположена приблизительно в 470 км к югу от Парижа, в 145 км юго-западнее Клермон-Феррана, в 36 км к юго-западу от Орийака.

## Население
Население коммуны на 2008 год составляло 342 человека.
| 1962 | 1968 | 1975 | 1982 | 1990 | 1999 | 2008 |
| ---- | ---- | ---- | ---- | ---- | ---- | ---- |
| 338  | 382  | 401  | 407  | 397  | 340  | 342  |

## Администрация
| Период | Период | Фамилия          | Партия | Примечания |
| ------ | ------ | ---------------- | ------ | ---------- |
| 2001   | 2008   | Анри Рюа         |        |            |
| 2008   |        | Жан-Люк Бруссаль |        |            |

## Экономика
В 2007 году среди 188 человек в трудоспособном возрасте (15—64 лет) 152 были экономически активными, 36 — неактивными (показатель активности — 80,9 %, в 1999 году было 65,7 %). Из 152 активных работали 140 человек (75 мужчин и 65 женщин), безработных было 12 (6 мужчин и 6 женщин). Среди 36 неактивных 10 человек были учениками или студентами, 17 — пенсионерами, 9 были неактивными по другим причинам.

## Фотогалерея
- Сен-Сантен-де-Мор
- Карта коммуны